# Zarys historii wojennej pułków polskich 1918–1920
Zarys historji wojennej pułków polskich 1918–1920 (od 1931 roku – Zarys historji wojennej formacji polskich 1918–1920) – polskie serie wydawnicze opisujące udział poszczególnych formacji Wojska Polskiego w walkach o niepodległość, w latach 1918–1920.
4 października 1927 roku Minister Spraw Wojskowych marszałek Polski Józef Piłsudski rozkazał pułkom piechoty, kawalerii i artylerii oraz dywizjonom artylerii konnej opracować, pod kierunkiem Wojskowego Biura Historycznego, „skróty swych szczegółowych historji z okresu ubiegłej wojny” oraz zapowiedział, że skróty te będą wydane drukiem w latach 1928-1929 z „okazji dziesięciolecia wskrzeszenia Wojska Polskiego”.
W latach 1928–1934 ukazało się ogółem (?) zeszytów, w dwóch seriach (w serii I – 158 zeszytów). Wydawcą były Zakłady Graficzne „Polska Zjednoczona” przy ulicy Nowolipie 2 w Warszawie, a od listopada 1933 roku – Główna Drukarnia Wojskowa przy ulicy Przejazd 10 w Warszawie (zeszyt nr 185 poświęcony historii Tatarskiego Pułku Ułanów). 
Autorami byli oficerowie Wojska Polskiego „odkomenderowani” do Wojskowego Biura Historycznego w Warszawie, gdzie korzystali ze zgromadzonych tam materiałów oraz z pomocy redakcyjnej oficerów biura: Stanisława Biegańskiego, Jerzego II Dąbrowskiego, Stanisława Rutkowskiego i Bolesława Waligóry. Wydawanie zeszytów było finansowane przez zainteresowane oddziały wojskowe. 
W 1989 roku ukazały się pierwsze zeszyty serii „Zarys historii wojennej pułków polskich w kampanii wrześniowej”, których szata graficzna nawiązuje do zeszytów wydanych w latach 20. i 30. XX wieku.

## Formacje piechoty
- Stefan Pomarański: Zarys historji wojennej 1-go pułku piechoty Legionów. 1931. Brak numerów stron w książce
- Józef Sitko: Zarys historji wojennej 2-go pułku piechoty Legionów. 1928. Brak numerów stron w książce
- Czesław Czajkowski: Zarys historji wojennej 3-go pułku piechoty Legionów. 1930. Brak numerów stron w książce
- Adam Lewicki: Zarys historji wojennej 4-go pułku piechoty Legionów. 1929. Brak numerów stron w książce
- Kazimierz Bąbiński: Zarys historii wojennej 5-go pułku piechoty Legionów. 1929. Brak numerów stron w książce
- Edward Skarbek: Zarys historji wojennej 6-go pułku piechoty Legionów. 1929. Brak numerów stron w książce
- Ferdynand Markiewicz: Zarys historji wojennej 7-go pułku piechoty Legionów. 1928. Brak numerów stron w książce
- Mieczysław Targowski: Zarys historji wojennej 8-go pułku piechoty Legionów. 1928. Brak numerów stron w książce
- Zygmunt Szatner: Zarys historji wojennej 9-go pułku piechoty Legionów. 1928. Brak numerów stron w książce
- Franciszek Kłosowski: Zarys historji wojennej 10-go pułku piechoty. 1929. Brak numerów stron w książce
- Roman Knauer: Zarys historji wojennej 11-go pułku piechoty. 1930. Brak numerów stron w książce
- Franciszek Mucha: Zarys historji wojennej 12-go pułku piechoty. 1928. Brak numerów stron w książce
- Kazimierz Goch: Zarys historji wojennej 13-go pułku piechoty. 1929. Brak numerów stron w książce
- Stefan Wierzyński: Zarys historji wojennej 14-go pułku piechoty. 1929. Brak numerów stron w książce
- Wojciech Wiącek: Zarys historji wojennej 15-go pułku piechoty. 1929. Brak numerów stron w książce
- Franciszek Znamirowski: Zarys historji wojennej 16-go pułku piechoty. 1928. Brak numerów stron w książce
- Władysław Ciepielowski: Zarys historji wojennej 17-go pułku piechoty. 1929. Brak numerów stron w książce
- Mieczysław Roszkiewicz: Zarys historji wojennej 18-go pułku piechoty. 1929. Brak numerów stron w książce
- Władysław Hujda: Zarys historji wojennej 19-go pułku piechoty „Odsieczy Lwowa”. 1928. Brak numerów stron w książce
- Stanisław Wrona: Zarys historji wojennej 20-go pułku piechoty Ziemi Krakowskiej. 1928. Brak numerów stron w książce
- Mieczysław Fularski: Zarys historji wojennej 21-go warszawskiego pułku piechoty. 1929. Brak numerów stron w książce
- Bronisław Kowalczewski: Zarys historji wojennej 22-go pułku piechoty. 1930. Brak numerów stron w książce
- Stefan Witkowski: Zarys historji wojennej 23-go pułku piechoty. 1928. Brak numerów stron w książce
- Józef Pałac: Zarys historji wojennej 24-go pułku piechoty. 1930. Brak numerów stron w książce
- Władysław Juszkiewicz: Zarys historji wojennej 25-go pułku piechoty. 1928. Brak numerów stron w książce
- Stanisław Abramowicz, Józef Kreis: Zarys historji wojennej 26-go pułku piechoty. 1929. Brak numerów stron w książce
- Teofil Nowicki: Zarys historji wojennej 27-go pułku piechoty. 1929. Brak numerów stron w książce
- Wacław Zaborowski: Zarys historji wojennej 28-go pułku strzelców kaniowskich. 1928. Brak numerów stron w książce
- Lucjan Bełdowski: Zarys historji wojennej 29-go pułku strzelców kaniowskich. 1928. Brak numerów stron w książce
- Tadeusz Makowski: Zarys historji wojennej 30-go pułku strzelców kaniowskich. 1928. Brak numerów stron w książce
- Feliks Libert: Zarys historji wojennej 31-go pułku strzelców kaniowskich. 1928. Brak numerów stron w książce
- Stanisław Harasymow: Zarys historji wojennej 32-go pułku piechoty. 1928. Brak numerów stron w książce
- Józef Ciapka: Zarys historji wojennej 33-go pułku piechoty. 1929. Brak numerów stron w książce
- Jerzy Wroczyński: Zarys historji wojennej 34-go pułku piechoty. 1929. Brak numerów stron w książce
- Władysław Brzychaczek: Zarys historji wojennej 35-go pułku piechoty. 1929. Brak numerów stron w książce
- Stefan Pomarański: Zarys historji wojennej 36-go pułku piechoty Legii Akademickiej. 1930. Brak numerów stron w książce
- Adolf Kozubal: Zarys historji wojennej 37-go pułku piechoty Ziemi Łęczyckiej. 1929. Brak numerów stron w książce
- Józef Kulczycki: Zarys historji wojennej 38-go pułku strzelców lwowskich. 1928. Brak numerów stron w książce
- Henryk Smotrecki: Zarys historji wojennej 39-go pułku strzelców lwowskich. 1929. Brak numerów stron w książce
- Władysław Jagiełłowicz: Zarys historji wojennej 40-go pułku strzelców lwowskich. 1928. Brak numerów stron w książce
- Ludwik Smoleń: Zarys historji wojennej 41-go suwalskiego pułku piechoty imienia Marszałka Józefa Piłsudskiego. 1929. Brak numerów stron w książce
- Józef Żołna: Zarys historji wojennej 42-go pułku piechoty. 1929. Brak numerów stron w książce
- Stefan Wyczółkowski: Zarys historji wojennej 43-go pułku strzelców kresowych. 1928. Brak numerów stron w książce
- Stanisław Bobrowski: Zarys historji wojennej 44-go pułku strzelców kresowych. 1929. Brak numerów stron w książce
- Jerzy Dąbrowski: Zarys historji wojennej 45-go pułku piechoty Strzelców Kresowych. 1928. Brak numerów stron w książce
- Kazimierz Galicz: Zarys historji wojennej 48-go pułku piechoty Strzelców Kresowych. 1928. Brak numerów stron w książce
- Jan Fuglewicz: Zarys historji wojennej 49-go pułku piechoty. 1929. Brak numerów stron w książce
- Piotr Sosialuk: Zarys historji wojennej 50-go pułku strzelców kresowych. 1929. Brak numerów stron w książce
- Leopold Weber: Zarys historji wojennej 51-go pułku piechoty Strzelców Kresowych. 1928. Brak numerów stron w książce
- Tadeusz Pawlik: Zarys historji wojennej 52-go pułku piechoty Strzelców Kresowych. 1928. Brak numerów stron w książce
- Leon Grzegorz Szuchatowicz: Zarys historji wojennej 53-go pułku piechoty Strzelców Kresowych. 1928. Brak numerów stron w książce
- Józef Kula: Zarys historji wojennej 54-go pułku strzelców kresowych. 1929. Brak numerów stron w książce
- Stefan Jasionek: Zarys historji wojennej 55-go poznańskiego pułku piechoty. 1928. Brak numerów stron w książce
- Stanisław Siuda: Zarys historji wojennej 56-go pułku piechoty wielkopolskiej. 1928. Brak numerów stron w książce
- Leon Karczewski: Zarys historji wojennej 57-go pułku piechoty wielkopolskiej. 1928. Brak numerów stron w książce
- Jerzy Łapiński: Zarys historji wojennej 58-go pułku piechoty wielkopolskiej. 1928. Brak numerów stron w książce
- Franciszek Nowicki: Zarys historji wojennej 59-go pułku piechoty wielkopolskiej. 1929. Brak numerów stron w książce
- Bogusław Makary Smoleń: Zarys historji wojennej 60-go pułku piechoty wielkopolskiej. 1930. Brak numerów stron w książce
- Włodzimierz Rupniewski: Zarys historji wojennej 61-go pułku piechoty wielkopolskiej. 1929. Brak numerów stron w książce
- Leon Radwański: Zarys historji wojennej 62-go pułku piechoty wielkopolskiej. 1929. Brak numerów stron w książce
- Konrad Rogaczewski: Zarys historji wojennej 64-go grudziądzkiego pułku piechoty. 1929. Brak numerów stron w książce
- Ludwik Proskurnicki: Zarys historji wojennej 65 starogardzkiego pułku piechoty. 1929. Brak numerów stron w książce
- Wacław Jankiewicz: Zarys historji wojennej 66-go kaszubskiego pułku piechoty im. Marszałka J. Piłsudskiego. 1929. Brak numerów stron w książce
- Stefan Konieczny: Zarys historji wojennej 67-go pułku piechoty wielkopolskiej. 1929. Brak numerów stron w książce
- Kazimierz Plasota: Zarys historji wojennej 68 pułku piechoty. 1929. Brak numerów stron w książce
- Jan Filary: Zarys historji wojennej 69-go pułku piechoty. 1928. Brak numerów stron w książce
- Józef Englicht: Zarys historji wojennej 70-go pułku piechoty wielkopolskiej. 1929. Brak numerów stron w książce
- Ferdynand Mazaraki: Zarys historji wojennej 71-go pułku piechoty. 1929. Brak numerów stron w książce
- Jan Grochot: Zarys historji wojennej 72-go pułku piechoty. 1930. Brak numerów stron w książce
- Tadeusz Przyjemski: Zarys historji wojennej 73-go pułku piechoty. 1929. Brak numerów stron w książce
- Antoni Paweł Bożejko: Zarys historji wojennej 74-go górnośląskiego pułku piechoty. 1929. Brak numerów stron w książce
- Marian Głut: Zarys historji wojennej 75-go pułku piechoty. 1929. Brak numerów stron w książce
- Szymon Baron: Zarys historji wojennej 77-go pułku piechoty. 1929. Brak numerów stron w książce
- Stanisław Szabłowski, Franciszek Suchomel: Zarys historji wojennej 78-go słuckiego pułku piechoty. 1929. Brak numerów stron w książce
- Marian Różycki, Stefan Dybkowski: Zarys historji wojennej 79-go pułku piechoty. 1929. Brak numerów stron w książce
- Ludwik Jędrzejczyk: Zarys historji wojennej 80-go pułku strzelców nowogródzkich. 1930. Brak numerów stron w książce
- Jerzy Dąbrowski: Zarys historji wojennej 81-go pułku strzelców grodzieńskich. 1928. Brak numerów stron w książce
- Franciszek Dindorf-Ankowicz: Zarys historji wojennej 82-go syberyjskiego pułku piechoty. 1929. Brak numerów stron w książce
- Włodzimierz Scholze-Srokowski, Michał Daniszewski: Zarys historji wojennej 83-go syberyjskiego pułku piechoty. 1930. Brak numerów stron w książce
- Adam Wilczyński: Zarys historji wojennej 84-go pułku piechoty. 1930. Brak numerów stron w książce
- Bolesław Waligóra: Zarys historji wojennej 85-go pułku strzelców wileńskich. 1928. Brak numerów stron w książce
- Stanisław Mieczkowski: Zarys historji wojennej 86-go mińskiego pułku piechoty. 1929. Brak numerów stron w książce
- Roman Bober: Zarys historji wojennej 1-go pułku strzelców podhalańskich. 1929. Brak numerów stron w książce
- Ludwik Migdał: Zarys historji wojennej 2-go pułku strzelców podhalańskich. 1929. Brak numerów stron w książce
- Otto Dąbrowski: Zarys historji wojennej 3-go pułku strzelców podhalańskich. 1929. Brak numerów stron w książce
- Władysław Legutko: Zarys historii wojennej 4-go Pułku Strzelców Podhalańskich. 1929. Brak numerów stron w książce
- Józef Władysław Wyzina: Zarys historji wojennej 5-go pułku strzelców podhalańskich. 1928. Brak numerów stron w książce
- Józef Synoś: Zarys historji wojennej 6-go pułku strzelców podhalańskich. 1928. Brak numerów stron w książce
- Henryk Piątkowski: Zarys historji wojennej 1-go bataljonu strzelców (b. bataljonu szturmowego kapitana Maczka przy 1-ej Dywizji Jazdy). 1931. Brak numerów stron w książce

## Formacje kawalerii
- Jan Karcz, Wacław Kryński: Zarys historji wojennej 1–go pułku szwoleżerów Józefa Piłsudskiego. 1931. Brak numerów stron w książce
- Adam Mniszek, Klemens Rudnicki: Zarys historji wojennej 2-go pułku szwoleżerów rokitniańskich. 1929. Brak numerów stron w książce
- Emil Gruszecki: Zarys historji wojennej 3–go pułku szwoleżerów mazowieckich imienia pułkownika Kozietulskiego. 1929. Brak numerów stron w książce
- Aleksander Wojciechowski: Zarys historji wojennej 1-go pułku ułanów krechowieckich. 1929. Brak numerów stron w książce
- Władysław Seweryn Herkner: Zarys historji wojennej 2-go pułku ułanów grochowskich im. Gen. Józefa Dwernickiego. 1929. Brak numerów stron w książce
- Bohdan Dobrzyński: Zarys historii wojennej 3-go pułku ułanów. 1929. Brak numerów stron w książce
- Stefan Bayer: Zarys historji wojennej 4-go pułku ułanów zaniemeńskich. 1929. Brak numerów stron w książce
- Tadeusz Nowiński: Zarys historji wojennej 5-go pułku ułanów zasławskich. 1929. Brak numerów stron w książce
- Henryk Kiszko-Zgierski: Zarys historji wojennej 6-go pułku ułanów kaniowskich. 1930. Brak numerów stron w książce
- Władysław Laudyn: Zarys historji wojennej 7-go pułku ułanów lubelskich. 1931. Brak numerów stron w książce
- Tadeusz Śmigielski: Zarys historji wojennej 8-go pułku ułanów ks. Józefa Poniatowskiego. 1929. Brak numerów stron w książce
- Jan Tatara: Zarys historji wojennej 9-go pułku ułanów. 1929. Brak numerów stron w książce
- Henryk Buszyński: Zarys historji wojennej 10-go pułku ułanów litewskich. 1929. Brak numerów stron w książce
- Józef Soniński: Zarys historji wojennej 11-go pułku ułanów legionowych. 1928. Brak numerów stron w książce
- Józef Turkiewicz: Zarys historji wojennej 12-go pułku ułanów podolskich. 1928. Brak numerów stron w książce
- Stanisław Aleksandrowicz: Zarys historji wojennej 13-go pułku ułanów wileńskich. 1929. Brak numerów stron w książce
- Witold Czaykowski: Zarys historji wojennej 14-go pułku ułanów jazłowieckich. 1928. Brak numerów stron w książce
- Jan Janusz Czarnecki: Zarys historji wojennej 15-go pułku ułanów poznańskich. 1929. Brak numerów stron w książce
- Kazimierz Kosiarski: Zarys historji wojennej 16-go pułku ułanów. 1929. Brak numerów stron w książce
- Jerzy Wasiutyński: Zarys historji wojennej 17-go pułku ułanów gnieźnieńskich. 1929. Brak numerów stron w książce
- Jerzy Dobiecki, Michał Kłopotowski: Zarys historji wojennej 18-go pułku ułanów pomorskich. 1929. Brak numerów stron w książce
- Dezyderiusz J. Zawistowski: Zarys historji wojennej 19-go pułku ułanów wołyńskich im. płk. Karola Różyckiego. 1930. Brak numerów stron w książce
- Tadeusz Suchorowski: Zarys historji wojennej 20-go pułku ułanów imienia Króla Jana III Sobieskiego. 1929. Brak numerów stron w książce
- Władysław Laudyn: Zarys historji wojennej 22-go pułku ułanów podkarpackich. 1929. Brak numerów stron w książce
- Franciszek Wiktor Karassek: Zarys historji wojennej 23-go pułku ułanów grodzieńskich. 1930. Brak numerów stron w książce
- Władysław Goel: Zarys historji wojennej 25-go pułku ułanów wielkopolskich. 1929. Brak numerów stron w książce
- Karol Riedl: Zarys historji wojennej 26-go pułku ułanów wielkopolskich. 1929. Brak numerów stron w książce
- Stanisław Rostworowski: Zarys historji wojennej 27-go pułku ułanów (b. 203-go ochotniczego pułku ułanów). 1930. Brak numerów stron w książce
- Jerzy Gliński, Franciszek Karassek: Zarys historji wojennej 4-go pułku strzelców konnych Ziemi Łęczyckiej. 1932. Brak numerów stron w książce
- Roman Gilewski: Zarys historji wojennej 5-go pułku strzelców konnych. 1931. Brak numerów stron w książce
- Kazimierz Mazurkiewicz: Zarys historji wojennej 10-go pułku strzelców konnych. 1930. Brak numerów stron w książce
- Veli Jedigar: Zarys historji wojennej tatarskiego pułku ułanów imienia pułkownika Mustafy Achmatowicza. 1933. Brak numerów stron w książce

## Formacje artylerii
- Józef Hłasko: Zarys historii wojennej 1-go Pułku Artylerii Ciężkiej. 1929. Brak numerów stron w książce
- Jan Gintel: Zarys historii wojennej 2-go Pułku Artylerii Ciężkiej. 1929. Brak numerów stron w książce
- Władysław Zaufal: Zarys historii wojennej 3-go Pułku Artylerii Ciężkiej im. Króla Stefana Batorego. 1930. Brak numerów stron w książce
- Mieczysław Wiliński: Zarys historii wojennej 4-go Pułku Artylerii Ciężkiej. 1929. Brak numerów stron w książce
- Stefan Herzog: Zarys historii wojennej 5-go Pułku Artylerii Ciężkiej. 1930. Brak numerów stron w książce
- Michał Romanowski: Zarys historii wojennej 6-go Pułku Artylerii Ciężkiej. 1929. Brak numerów stron w książce
- Adam Kiciński: Zarys historii wojennej 7-go Pułku Artylerii Ciężkiej. 1928. Brak numerów stron w książce
- Józef Baran: Zarys historii wojennej 8-go Pułku Artylerii Ciężkiej. 1930. Brak numerów stron w książce
- Artemi Andzaurow: Zarys historii wojennej 9-go Pułku Artylerii Ciężkiej. 1929. Brak numerów stron w książce
- Tadeusz Strutyński: Zarys historii wojennej 10-go Pułku Artylerii Ciężkiej. 1930. Brak numerów stron w książce
- Roman Lewicki: Zarys historii wojennej 1-go Pułku Artylerii Polowej Legionów. 1929. Brak numerów stron w książce
- Bolesław Barszczewski: Zarys historii wojennej 2-go Pułku Artylerii Polowej Legionów. 1929. Brak numerów stron w książce
- Karol Myrek: Zarys historii wojennej 3-go Pułku Artylerii Polowej Legionów. 1928. Brak numerów stron w książce
- Maksymilian Landau, Adam Tabiszewski: Zarys historii wojennej 4-go Pułku Artylerii Polowej. 1929. Brak numerów stron w książce
- Jan Czyrko: Zarys historii wojennej 5-go Lwowskiego Pułku Artylerii Polowej. 1930. Brak numerów stron w książce
- Kazimierz Kuś: Zarys historii wojennej 6-go Pułku Artylerii Polowej. 1929. Brak numerów stron w książce
- Władysław Ryłko: Zarys historii wojennej 7-go Pułku Artylerii Polowej. 1929. Brak numerów stron w książce
- Stanisław Kraszewski: Zarys historii wojennej 8-go Pułku Artylerii Polowej. 1929. Brak numerów stron w książce
- Józef Nowak: Zarys historii wojennej 9-go Pułku Artylerii Polowej. 1929. Brak numerów stron w książce
- Rudolf Leroch-Orlot: Zarys historii wojennej 10-go Pułku Kaniowskiego Artylerii Polowej. 1929. Brak numerów stron w książce
- Czesław Szystowski: Zarys historii wojennej 11-go Pułku Artylerii Polowej. 1931. Brak numerów stron w książce
- Stanisław Turek: Zarys historii wojennej 12-go Pułku Kresowego Artylerii Polowej. 1928. Brak numerów stron w książce
- Michał Wieliczko-Wielicki: Zarys historii wojennej 13-go Kresowego Pułku Artylerii Polowej. 1928. Brak numerów stron w książce
- Stanisław Uziembło: Zarys historii wojennej 14-go Pułku Artylerii Polowej Wielkopolskiej. 1928. Brak numerów stron w książce
- Ładysław Panufnik: Zarys historii wojennej 15-go Pułku Artylerii Polowej Wielkopolskiej. 1929. Brak numerów stron w książce
- Marian Wiśniewski: Zarys historii wojennej 16-go Pułku Artylerii Polowej. 1929. Brak numerów stron w książce
- Bogumił Stylo: Zarys historii wojennej 17-go Pułku Artylerii Polowej. 1929. Brak numerów stron w książce
- Jan Erlich: Zarys historii wojennej 19-go Pułku Artylerii Polowej. 1929. Brak numerów stron w książce
- Józef Kazak: Zarys historii wojennej 20-go Pułku Artylerii Polowej. 1928. Brak numerów stron w książce
- Franciszek Hejnar: Zarys historii wojennej 22-go Pułku Artylerii Polowej. 1929. Brak numerów stron w książce
- Tadeusz Skwarczyński: Zarys historii wojennej 23-go Pułku Artylerii Polowej. 1930. Brak numerów stron w książce
- Teodor Pilecki: Zarys historii wojennej 25-go Pułku Artylerii Polowej. 1933. Brak numerów stron w książce
- Stefan Wąsicki: Zarys historii wojennej 26-go Pułku Artylerii Polowej. 1930. Brak numerów stron w książce
- Kazimierz Sobolewski: Zarys historii wojennej 27-go Pułku Artylerii Polowej. 1931. Brak numerów stron w książce
- Aleksander Tyszkiewicz: Zarys historii wojennej 28-go Pułku Artylerii Polowej. 1931. Brak numerów stron w książce
- Henryk Spaltenstein: Zarys historii wojennej 29-go Litewsko-Białoruskiego Pułku Artylerii Polowej. 1930. Brak numerów stron w książce
- Jan Lewandowski: Zarys historii wojennej 1-go Pułku Artylerii Górskiej. 1929. Brak numerów stron w książce
- Ksawery Floryanowicz: Zarys historii wojennej 1-go Dywizjonu Artylerii Konnej imienia gen. Józefa Bema. 1929. Brak numerów stron w książce
- Stanisław Chytrzyński: Zarys historii wojennej 2 Dywizjonu Artylerii Konnej. 1929. Brak numerów stron w książce
- Witold Górecki: Zarys historii wojennej 3-go Dywizjonu Artylerii Konnej. 1929. Brak numerów stron w książce
- Władysław Łubieński: Zarys historii wojennej 4-go Dywizjonu Artylerii Konnej. 1929. Brak numerów stron w książce
- Witold Płotnicki: Zarys historii wojennej 5-go Dywizjonu Artylerii Konnej. 1929. Brak numerów stron w książce
- Zygmunt Mianowski: Zarys historii Wojennej 6-go Dywizjonu Artylerii Konnej. 1930. Brak numerów stron w książce
- Jerzy Antropow: Zarys historii wojennej 7-go Dywizjonu Artylerii Konnej Wielkopolskiej. 1928. Brak numerów stron w książce
- Witold Legun: Zarys historii wojennej 9-go Dywizjonu Artylerii Konnej (byłego 8-go Dywizjonu Artylerii Konnej). 1929. Brak numerów stron w książce
- Piotr Kołodkiewicz-Wołodkiewicz: Zarys historii wojennej 10-go Dywizjonu Artylerii Konnej. 1931. Brak numerów stron w książce
- Ignacy Bukowski: Zarys historii wojennej 11-go Dywizjonu Artylerii Konnej. 1931. Brak numerów stron w książce
- Władysław Tomaszewski: Zarys historii wojennej 13-go Dywizjonu Artylerii Konnej. 1931. Brak numerów stron w książce

## Formacje techniczne
- Romuald Bielski: Zarys historji wojennej 2-go Pułku Saperów Kaniowskich. 1931. Brak numerów stron w książce
- Tadeusz Wejtko: Zarys historji wojennej 3-go Pułku Saperów Wileńskich. 1932. Brak numerów stron w książce
- Tadeusz Kozłowski: Zarys historji wojennej 4-go Pułku Saperów. 1932. Brak numerów stron w książce
- Mieczysław Wolski: Zarys historji wojennej 5-go Pułku Saperów. 1931. Brak numerów stron w książce
- Aleksander Gawdia: Zarys historji wojennej 8-go Pułku Saperów. 1931. Brak numerów stron w książce
- Władysław Michalczyk: Zarys historji wojennej 1-go Pułku Saperów Kolejowych. 1931. Brak numerów stron w książce
- Józef Wyporek: Zarys historji wojennej 2-go Pułku Wojsk Kolejowych. 1930. Brak numerów stron w książce
- Michał Piwoszczuk: Zarys historji wojennej 1-go Pułku Czołgów. 1935. Brak numerów stron w książce
- Edward Fryzendorf: Zarys historji wojennej Bataljonu Elektrotechnicznego (dawniej Bataljonu Maszynowego Saperów). 1932. Brak numerów stron w książce

## Formacje różne
- Karol Taube, Olgierd Żukowski: Zarys historii wojennej flotyll rzecznych. 1931. Brak numerów stron w książce
- Karol Taube, Romuald Dziewałtowski-Gintowt: Zarys historii wojennej Pułku Morskiego. 1933. Brak numerów stron w książce
- Wanda Kiedrzyńska: Zarys historii wojennej O. L. K. (Ochotnicza Legia Kobiet). 1931. Brak numerów stron w książce